# Amalia z Saksonii-Coburg-Gotha
Maria Ludwika Franciszka Amalia Koburg-Koháry (ur. 23 października 1848 w Coburgu, zm. 6 maja 1894 w Monachium), księżniczka Saksonii-Coburg-Saalfeld, księżna w Bawarii.

## Życiorys
Amalia była córką Augusta Koburga, ks. Koháry, i Klementyny Orleańskiej, księżniczki Francji. Jej siostrą była Klotylda Maria, a bratem Ferdynand I – car Bułgarii.
W roku 1875 wyszła za mąż za księcia Maksymiliana Emanuela Bawarskiego, syna księcia Maksymiliana Józefa Bawarskiego i księżniczki Ludwiki Wilhelminy Bawarskiej.
Amalia zmarła 6 maja 1894 roku, w wieku 45 lat.

## Dzieci
- Zygfryd August Bawarski (1876-1952)
- Krzysztof Józef Bawarski (1879-1963)
- Leopold Emanuel Bawarski (1890-1973)

## Genealogia
| Prapradziadkowie                 | ks. Saksonii-Koburg-Saalfeld Ernest Fryderyk (1724–1800) ∞1749 Zofia z Brunszwiku-Wolfenbüttel (1724–1782) | hr. Reuss-Ebersdorf Henryk III (1724–1779) ∞1754 Karolina z Erbach-Schönberg (1727–1796)       | Ignác József Koháry (1726–1777) ∞ok. 1750–1760 Maria Gabriella Cavriani (1736–1803)   | Jiří Kristián Waldstein-Wartenberg (1743-1791) ∞1765 Elisabeth von Ulfeldt (1747–1791) | Ludwik Filip Orleański Gruby (1725–1785) ∞1743 Ludwika Henryka Burbon-Conti (1726–1759)   | Ludwik Jan Burbon (1725–1793) ∞1744 Maria Teresa d’Este (1726–1754)                       | kr. Hiszpanii, Neapolu i Sycylii Karol III (1716–1788) ∞1738 Maria Amelia Saska (1724–1760)     | ces. rzymsko-niemiecki Franciszek I (1708–1765) ∞1736 kr. Czech i Węgier, aks. Austrii Maria Teresa (1717-1780) |
| Pradziadkowie                    | ks. Saksonii-Koburga-Saalfeld Franciszek (1750–1806) ∞1777 Augusta Reuss-Ebersdorf (1757–1831)             | ks. Saksonii-Koburga-Saalfeld Franciszek (1750–1806) ∞1777 Augusta Reuss-Ebersdorf (1757–1831) | Ferenc József Koháry (1767–1826) ∞1792 Maria Antonia Waldstein-Wartenberg (1771–1854) | Ferenc József Koháry (1767–1826) ∞1792 Maria Antonia Waldstein-Wartenberg (1771–1854)  | Ludwik Filip Orleański Równy (1747-1743) ∞1769 Ludwika Maria Burbon (1753-1821)           | Ludwik Filip Orleański Równy (1747-1743) ∞1769 Ludwika Maria Burbon (1753-1821)           | kr. Obojga Sycylii Ferdynand I (1751-1825) ∞1768 Maria Karolina Habsburg-Lotaryńska (1752–1814) | kr. Obojga Sycylii Ferdynand I (1751-1825) ∞1768 Maria Karolina Habsburg-Lotaryńska (1752–1814)                 |
| Dziadkowie                       | Ferdynand Jerzy Koburg (1785–1851) ∞1815 Maria Antonina Koháry (1797–1862)                                 | Ferdynand Jerzy Koburg (1785–1851) ∞1815 Maria Antonina Koháry (1797–1862)                     | Ferdynand Jerzy Koburg (1785–1851) ∞1815 Maria Antonina Koháry (1797–1862)            | Ferdynand Jerzy Koburg (1785–1851) ∞1815 Maria Antonina Koháry (1797–1862)             | kr. Francuzów Ludwik Filip I (1773–1850) ∞1809 Maria Amelia Burbon-Sycylijska (1782–1866) | kr. Francuzów Ludwik Filip I (1773–1850) ∞1809 Maria Amelia Burbon-Sycylijska (1782–1866) | kr. Francuzów Ludwik Filip I (1773–1850) ∞1809 Maria Amelia Burbon-Sycylijska (1782–1866)       | kr. Francuzów Ludwik Filip I (1773–1850) ∞1809 Maria Amelia Burbon-Sycylijska (1782–1866)                       |
| Rodzice                          | August Wiktor Koburg-Koháry (1818–1881) ∞1843 Maria Klementyna Orleańska (1817–1907)                       | August Wiktor Koburg-Koháry (1818–1881) ∞1843 Maria Klementyna Orleańska (1817–1907)           | August Wiktor Koburg-Koháry (1818–1881) ∞1843 Maria Klementyna Orleańska (1817–1907)  | August Wiktor Koburg-Koháry (1818–1881) ∞1843 Maria Klementyna Orleańska (1817–1907)   | August Wiktor Koburg-Koháry (1818–1881) ∞1843 Maria Klementyna Orleańska (1817–1907)      | August Wiktor Koburg-Koháry (1818–1881) ∞1843 Maria Klementyna Orleańska (1817–1907)      | August Wiktor Koburg-Koháry (1818–1881) ∞1843 Maria Klementyna Orleańska (1817–1907)            | August Wiktor Koburg-Koháry (1818–1881) ∞1843 Maria Klementyna Orleańska (1817–1907)                            |
| Amelia Koburg-Koháry (1848–1894) | |                                                                                                |                                                                                       |                                                                                        |                                                                                           |                                                                                           |                                                                                                 | |